# Svicikivka, Lubnî
Svicikivka (în ucraineană Свічківка) este un sat în comuna Orihivka din raionul Lubnî, regiunea Poltava, Ucraina.

## Demografie
Componența lingvistică a localității Svicikivka
     Ucraineană (100%)
Conform recensământului din 2001, toată populația localității Svicikivka era vorbitoare de ucraineană (100%).